# Jessica Gadirova
Jessica Gadirova (n. 3 octombrie 2004, Dublin, Irlanda) este o gimnastă ce a reprezentat Regatul Unit al Marii Britanii și al Irlandei de Nord, medaliată olimpică. A participat la o ediție a Jocurilor Olimpice (2020) în care a câștigat o medalie de bronz.